# Jakobstad
Jakobstad ou Pietarsaari (sueco: Jakobstad; finlandês: Pietarsaari) é uma cidade e município  da Finlândia, situada na costa oeste do país e banhada pelo golfo de Bótnia.

É conhecida como a ”cidade dos parques” - um lugar aprazível para dar passeios. 

Tem cerca de 19 391 habitantes (2018), e é sede da Comuna de Jakobstad.

Pertence à região da Ostrobótnia (finlandês: Pohjanmaa, sueco: Österbotten).

É uma cidade bilingue (tvåspråkig) com o sueco como língua maioritária (majoritetsspråk).                                                                                                                        55% da população utiliza o sueco como primeira língua e 32% da população fala finlandês como sua língua materna (2022). 

## História
Jakobstad foi fundada em 1652, por Ebba Brahe, viúva de Jakob de la Gardie.

É a cidade natal de Johan Ludvig Runeberg (1804-1877), o ”poeta nacional da Finlândia”.

## Economia
Muitos habitantes de Jakobstad trabalham nas indústrias florestal, metalomecânica, alimentar e de plástico.
Entre as suas empresas mais importantes, estão uma serração e uma fábrica de papel e pasta de papel, assim como uma fábrica de produtos metalo-mecânicos, uma fábrica de aço e uma fábrica de plásticos.
Entre as suas pequenas e médias empresas estão as tradicionais construtoras de barco

## Património histórico, cultural e turístico
- Museu Jakobstad (Jakobstads museum; Museu histórico) [1]

## Desporto
A cidade é sede do clube de futebol FF Jaro. 

## Personalidades ligadas a Jakobstad
- Johan Ludvig Runeberg (Poeta nacional de língua sueca da Finlândia, 1807-1844) [9]

## Galeria

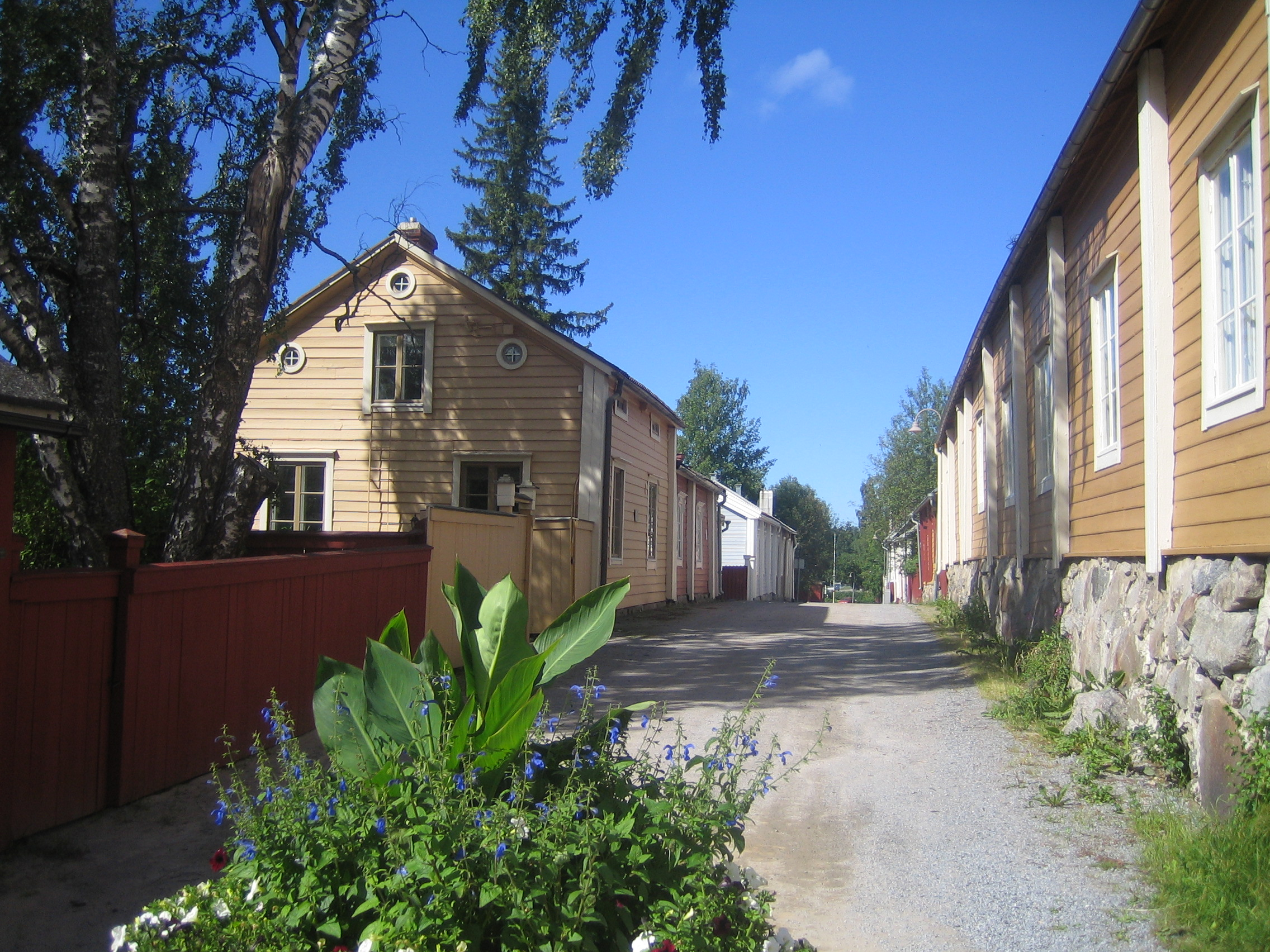
Skata, um bairro tradicional com casas de madeira
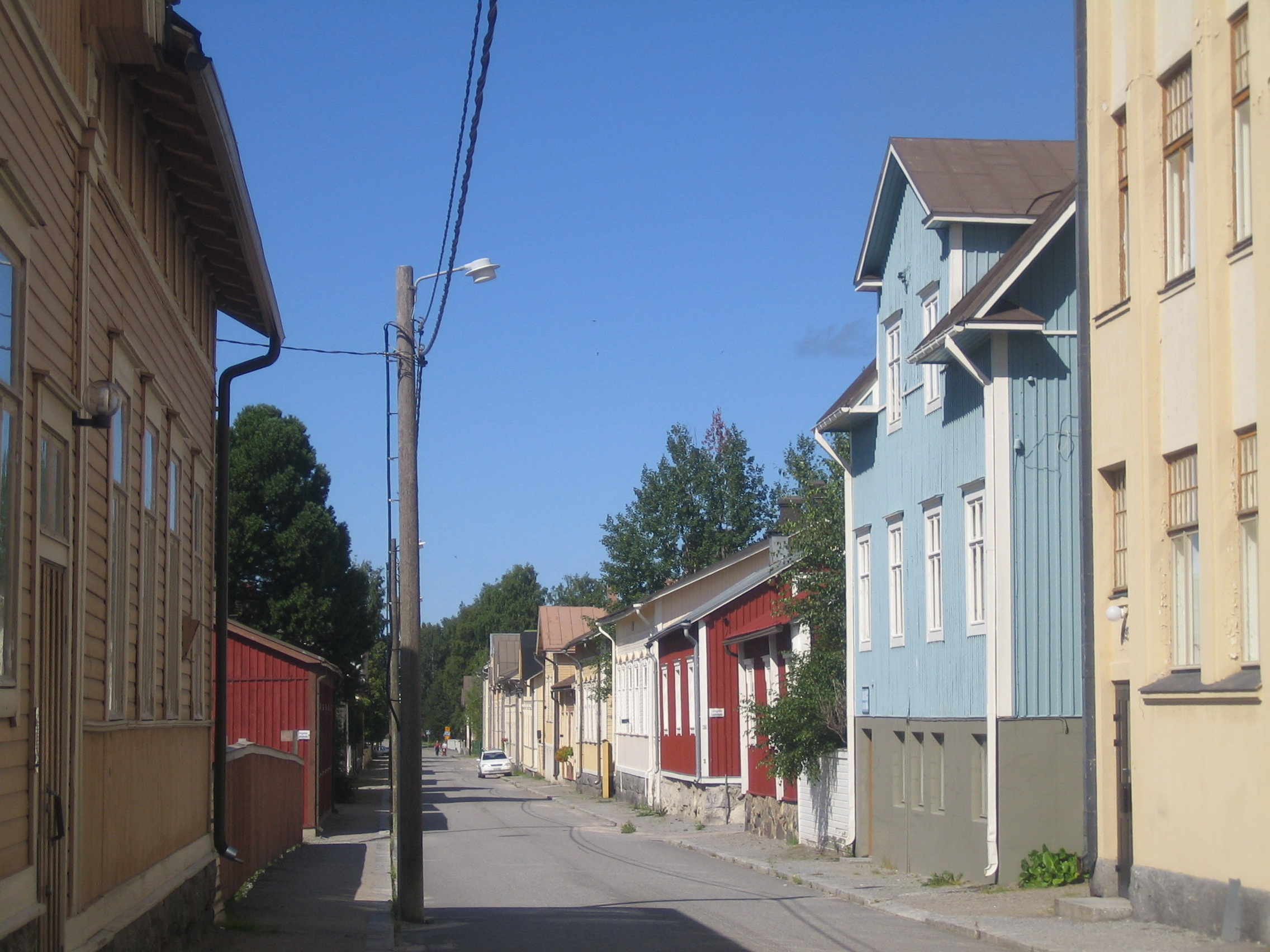
Casas velhas do bairro de Skata
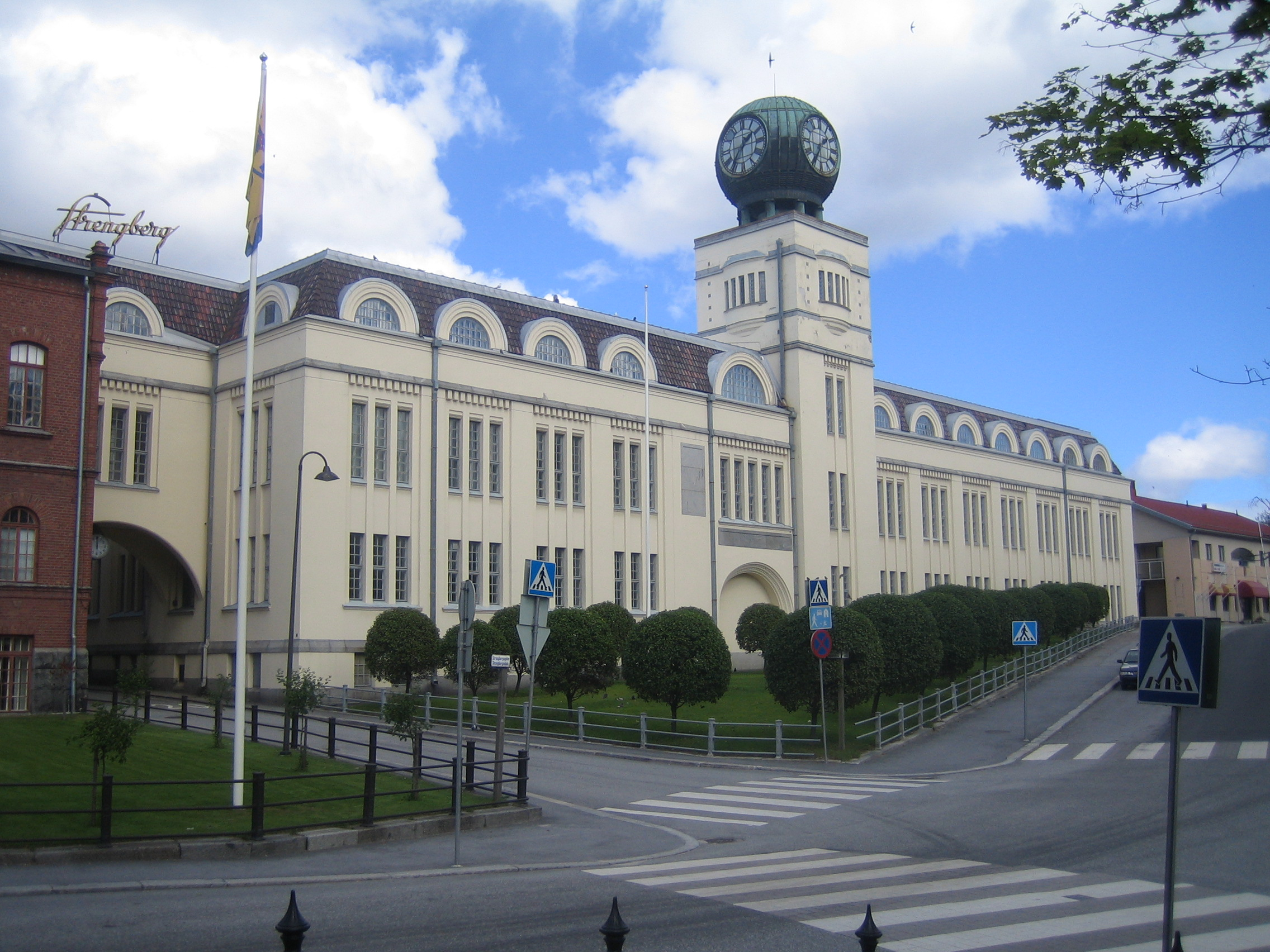
A velha fábrica de tabaco
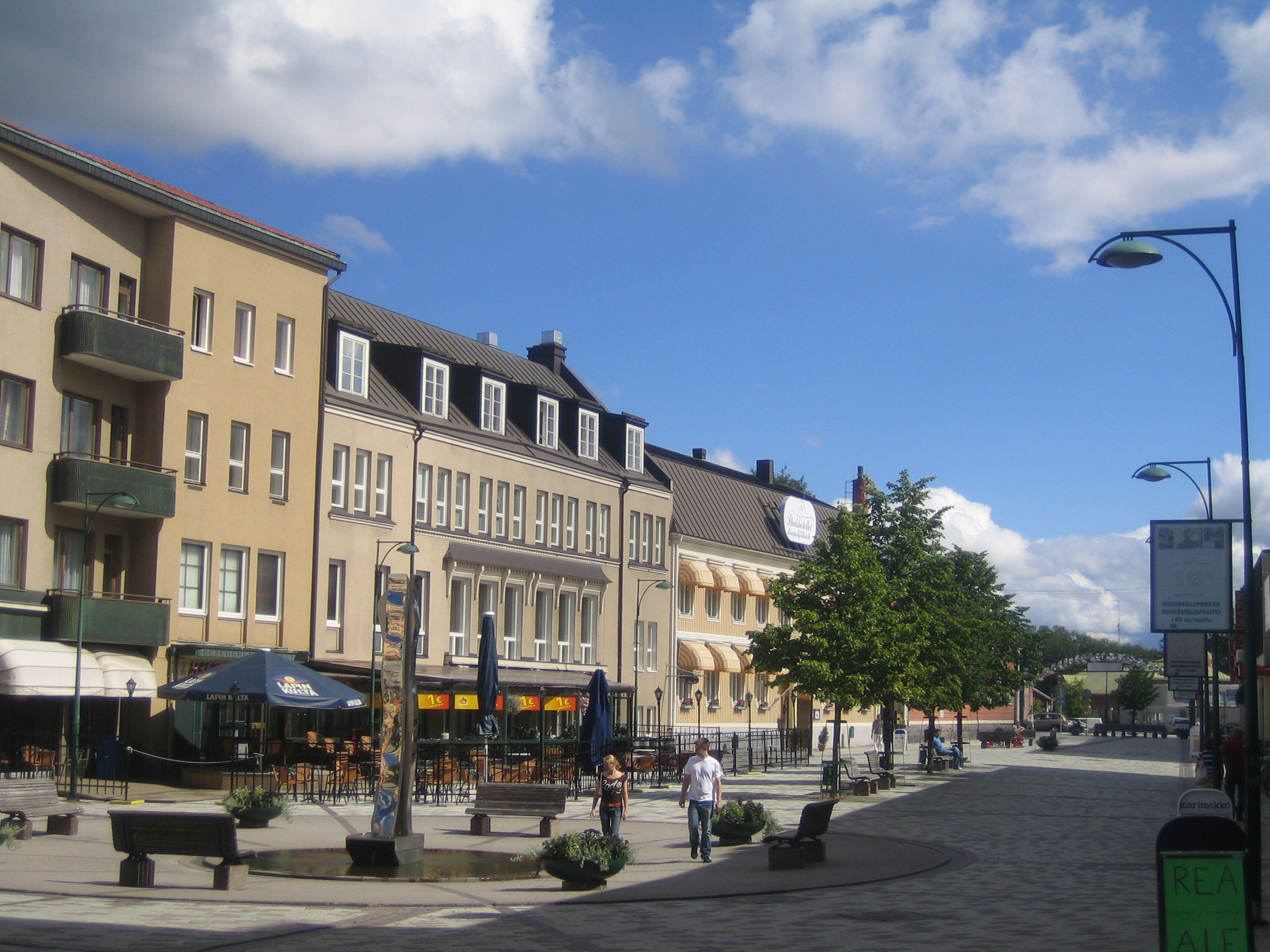
Centro pedonal de Jakobstad